# Méthodologie juridique
Une méthodologie juridique est un guide pour pratiquer le droit. Il existes diverses méthodes selon les pays et les situations, principalement concernant l'interprétation des lois, l'analyse de la jurisprudence et l'argumentation rhétorique.

## Méthodes pratiques

### Interprétation des lois
L'interprétation des lois est la branche du droit qui examine les règles d'interprétation textuelle des textes de loi.
Suivant Savigny, la culture juridique allemande distingue généralement quatre modes d'interprétation juridique:
- L'interprétation grammaticale
- L'interprétation systématique
- L'interprétation historique
- L'interprétation téléologique

### Application des règles aux cas d'espèce
Le syllogisme judiciaire est une utilisation par le juge, pour élaborer sa décision, de la figure de raisonnement logique appelée syllogisme.